# Hypselandra variabilis
Hypselandra variabilis  é uma espécie de arbusto e o único membro do género monotípico Hypselandra, pertencente à família Capparaceae. É originária da Birmânia.

## Taxonomia
Hypselandra variabilis foi descrita por (Collett & Hemsl.) Pax & K.Hoffm. e publicada em Repertorium Specierum Novarum Regni Vegetabilis 41: 128. 1936.

## Sinónimos
- Boscia variabilis Collett & Hemsl.[2]